# Седракян, Самвел Аристакесович
Самве́л Аристаке́сович Седракя́н (арм. Սամվել Արիստակեսի Սեդրակյան, 1939, село Таратумб, Кешишкендского района Армянской ССР — 26 октября 2010, Ереван) — армянский советский работник радиоэлектронной промышленности․ 
Слесарь-монтажник Ереванского завода «Электрон» Армянского производственного объединения «Электрон» Министерства радиопромышленности СССР. 
Герой Социалистического Труда (1981).

## Биография
Родился в 1939 году в селе Таратумб Кешишкендского (в дальнейшем — Ехегнадзорского) района Армянской ССР. 
В 1959 году, по окончании средней школы родного села, призван в ряды Советской армии. После увольнения в запас переехал в столицу республики город Ереван. В 1964 году окончил отделение радиоэлектронных приборных устройств Ереванского профессионально-технического училища № 2, получив квалификацию механика-сборщика.
В том же году поступил на работу в Ереванский завод «Электрон» Совета народного хозяйства Армянской ССР (с 1965 года — Министерства радиопромышленности СССР, с 1974 года — в составе Армянского производственного объединения «Электрон»). Работал слесарем-монтажником в цехе № 12. Вскоре вступил в ряды КПСС. Участвовал в изготовлении блоков, ячеек и других узлов для электронно-вычислительных машин «Наири-3», которые находили применение не только в народно-хозяйственных отраслях промышленности, но и в оборонной сфере. Уделял большое внимание повышению уровня квалификации молодых рабочих. В 1973—1977 годах неоднократно признавался победителем социалистического соревнования, был ударником девятой и десятой пятилеток. Указами Президиума Верховного Совета СССР был награждён медалью «За трудовую доблесть» (1974) и орденом «Знак Почёта» (1977).
Указом Президиума Верховного Совета СССР («закрытым») от 27 января 1981 года Самвелу Аристакесовичу Седракяну было присвоено звание Героя Социалистического Труда с вручением ордена Ленина и золотой медали «Серп и Молот».
Вёл активную общественную работу. Депутат Ереванского городского Совета народных депутатов XVIII (1982) и XIX созывов (1985). Председатель постоянной комиссии по коммунальному хозяйству Ереванского городского Совета народных депутатов (с 1985). Член Ереванского городского комитета КП Армении. 
Скончался 26 октября 2010 года в Ереване.

## Награды
- Герой Социалистического Труда (Указ Президиума Верховного Совета СССР от 27 января 1981 года, орден Ленина и медаль «Серп и Молот»).
- Орден «Знак Почёта» (09.06.1977).
- Медаль «За трудовую доблесть» (25.03.1974).